# My Cassiopeiae
My Cassiopeiae (μ Cassiopeiae , förkortat My Cas, μ Cas) som är stjärnans Bayerbeteckning, är en dubbelstjärna belägen i södra delen av stjärnbilden Cassiopeja. Den har en kombinerad skenbar magnitud på 5,16 och är svagt synlig för blotta ögat. Baserat på parallaxmätning inom Hipparcosuppdraget på ca 132 mas, beräknas den befinna sig på ett avstånd av 24,6 ljusår (7,5 parsek) från solen.

## Nomenklatur
My Cassiopeiae delar med Theta Cassiopeiae också namnet Marfak, som kommer från Al Marfik eller Al Mirfaq (المرفق), vilket betyder "armbågen".

## Egenskaper
My Cassiopeiae är en vit till gul stjärna i huvudserien av spektralklass sdG5p/M5V. De två stjärnorna separeras av en halv storaxel på 7,61 AE med avstånd från 3,3-11,9 AE. År 1966 upplöstes första gången de enskilda komponenterna av den amerikanska astronomen Peter A. Wehinger med hjälp av 84-tums reflektorn vid Kitt Peak National Observatory, vilket gör det möjligt att initialt uppskatta stjärnornas separata massor.
My Cassiopeiae har en massa som är ca 75 procent av solens massa och en radie som är omkring 0,8 gånger solens. Den utsänder från sin fotosfär endast 44 procent av solens energiutstrålning vid en effektiv temperatur på 5 332 K. Jämfört med andra närliggande stjärnor rör sig detta stjärnpar med en relativt hög hastighet av 167 km/s genom Vintergatan. De är Population II-stjärnor med låg metallhalt, och tros ha bildats innan Vintergatans galaktiska skiva först uppträdde.